# Sikory-Tomkowięta
Sikory-Tomkowięta – wieś w Polsce położona w województwie podlaskim, w powiecie wysokomazowieckim, w gminie Kobylin-Borzymy.
Zaścianek szlachecki Tomkowięta należący do okolicy zaściankowej Sikory położony był w drugiej połowie XVII wieku w powiecie tykocińskim ziemi bielskiej województwa podlaskiego. W latach 1975–1998 miejscowość administracyjnie należała do województwa łomżyńskiego.
Wierni kościoła rzymskokatolickiego należą do parafii św. Stanisława Biskupa i Męczennika w Kobylinie-Borzymach.

## Historia
Według Zygmunta Glogera Sikory zostały założone w roku 1421 przez Macieja Sikorę, który posiadłość rozdzielił między synów. Od ich imion wzięły nazwę nowo założone wsie. W I Rzeczypospolitej Sikory należały do ziemi bielskiej.
W roku 1827 Sikory-Tomkowięta liczyły 7 domów i 45 mieszkańców. Pod koniec XIX w. Słownik geograficzny Królestwa Polskiego informuje: Sikory, okolica szlachecka w powiecie mazowieckim, gmina Piszczaty, parafia Kobylin.
W 1921 r. były tu 3 budynki z przeznaczeniem mieszkalnym i 7 innych zamieszkałych oraz 55 mieszkańców (27 mężczyzn i 28 kobiet). Wszyscy podali narodowość polską i wyznanie rzymskokatolickie.
13 lipca 1943 wieś została spacyfikowana przez funkcjonariuszy 
SS i niemieckiej żandarmerii w odwecie za akcje Uderzeniowych Batalionów Kadrowych. Zamordowano 49 mieszkańców, w tym 30 kobiet i dzieci. Wieś po uprzednim ograbieniu doszczętnie spalono. Tego samego dnia w ramach tej samej akcji represyjnej spacyfikowano również wsie Zawady i Laskowiec.